# Similkameen—Okanagan-Sud—Kootenay-Ouest
Pour les articles homonymes, voir Okanagan (homonymie) et Kootenay (homonymie).
Circonscription électorale fédérale du Canada
Similkameen—Okanagan-Sud—Kootenay-Ouest ((en) Similkameen—South Okanagan—West Kootenay, auparaant Okanagan-Sud—Kootenay-Ouest (2015-2025)), est une circonscription électorale fédérale de la Colombie-Britannique  (Canada). Elle comprend:
- Une partie du district régional de Kootenay Boundary ;
- Une partie du district régional de Central Kootenay dont la ville de Castlegar ;
- Une partie du district régional d'Okanagan-Similkameen dont les villes de Penticton, Princeton, Oliver et d'Osoyoos.

Sa limite sud correspond à la frontière avec l'État de Washington, aux États-Unis.
Les circonscriptions limitrophes sont
- au nord : Okanagan Lake-Ouest—Kelwona-Sud et Kelowna
- au nord-est : Vernon—Lake Country—Monashee
- à l'est : Columbia—Kootenay—Southern Rockies
- à l'ouest : Chilliwack—Hope
- au nord-ouest : Kamloops—Thompson—Nicola[4].

| Législature | Années        | Député | Député           | Parti         |
| --- | ------------- | ------ | ---------------- | ------------- |
| Okanagan-Sud—Kootenay-Ouest issue de Colombie-Britannique-Southern Interior, Kootenay—Columbia et Okanagan—Coquihalla |               |        |                  |               |
| 42e | 2015–2019     |        | Richard Cannings | Néo-démocrate |
| 43e | 2019–2021     |        | Richard Cannings | Néo-démocrate |
| 44e | 2021–2025     |        | Richard Cannings | Néo-démocrate |
| Similkameen—Okanagan-Sud—Kootenay-Ouest                                                                               |               |        |                  |               |
| 45e | 2025–en cours |        | Helena Konanz    | Conservateur  |

## Résultats électoraux
Modèle:Élection générale canadienne de 2025 — Similkameen—Okanagan-Sud—Kootenay-Ouest